# Liste des vice-rois de Nouvelle-Grenade

Situation de la vice-royauté de Nouvelle-Grenade vers 1770.

Le vice-roi de Nouvelle-Grenade est la personne chargée d'administrer, au nom du roi d'Espagne, la Nouvelle-Grenade, correspondant approximativement aux actuels États de Colombie, du Panamá, de l'Équateur et du Venezuela (dont fait alors partie la Guayana Esequiba, qui constitue aujourd'hui la moitié occidentale du Guyana, et l'île de Trinidad, aujourd'hui l'une des deux îles constituant Trinidad-et-Tobago). Le Venezuela est séparé de la vice-royauté en 1777 à la suite de la création de la Capitainerie générale du Venezuela. 
Le vice-roi (ou vicaire du roi) remplit des fonctions protocolaires et agit comme la direction locale de l'administration publique, à divers degrés d'autonomie du fait que les décisions sur les territoires d'outre-mer ont été prises lors du Conseil des Indes qui s'est réuni à la Cour du roi. L'autonomie du vice-roi, en réalité, compte tenu de la distance entre l'Amérique et l'Espagne, fait de lui un personnage très puissant, limitée seulement par son mandat temporaire. Pour les Bourbons, les vice-rois étaient de préférence de la classe moyenne, habituellement des fonctionnaires qui étaient aussi juristes.

## Contexte
La vice-royauté de Nouvelle-Grenade est créée par la Real cédula du roi Philippe V d'Espagne le 27 mai 1717, dans le cadre de la nouvelle politique des Bourbons, et suspendue en 1724, pour des problèmes financiers. Elle est réinstaurée en 1739, et définitivement supprimée avec l'indépendance de la Colombie et du Venezuela et la création de la Grande Colombie en 1821. Avant sa création et entre 1724 et 1739, le territoire fait partie de la Vice-royauté du Pérou.

## Liste
| Vice-roi                                 | Période                            | Portrait                         |
| ---------------------------------------- | ---------------------------------- | -------------------------------- |
| Antonio Ignacio de la Pedrosa y Guerrero | 13 juin 1718 – 25 novembre 1719    |                                  |
| Jorge de Villalonga                      | 25 novembre 1719 – 11 mai 1724     | Jorge de Villalonga              |
| Sebastián de Eslava                      | 24 avril 1740 – 6 novembre 1749    | Sebastián de Eslava              |
| José Alfonso Pizarro                     | 6 novembre 1749 – 24 novembre 1753 | José Alfonso Pizarro             |
| José Solís Folch de Cardona              | 24 novembre 1753 – 25 février 1761 |                                  |
| Pedro Messía de la Cerda                 | 1761 – 1772                        |                                  |
| Manuel Guirior                           | 1772 – 1776                        |                                  |
| Manuel Antonio Flórez                    | 1776 – 26 novembre 1781            |                                  |
| Juan de Torrezar Díaz Pimienta           | 1er avril 1782 – 11 juin 1782      | Juan de Torrezar Díaz Pimienta   |
| Antonio Caballero y Góngora              | 1782 – 1789                        | Antonio Caballero y Góngora      |
| Francisco Gil de Taboada                 | 1789                               | Francisco Gil de Taboada y Lemos |
| José Manuel de Ezpeleta                  | 1789 – 1797                        | José Manuel de Ezpeleta          |
| Pedro Mendinueta y Múzquiz               | 1797 – 1803                        |                                  |
| Antonio José Amar y Borbón               | 1803 – 1810                        | Antonio José Amar y Borbón       |
| Francisco Javier Venegas,                | 1810                               | Francisco Javier Venegas         |
| Benito Pérez Brito                       | 1812 – 1813                        | Benito Perez Brito               |
| Francisco Montalvo y Ambulodi            | 1813 – 1818                        | Francisco Montalvo               |
| Juan de Sámano                           | 1818 – 1819                        | Juan de Sámano                   |
| Juan de la Cruz Mourgeón                 | 1819 – 1821                        | Juan de la Cruz Mourgeón         |